# Jühnde
Jühnde település Németországban, azon belül Alsó-Szászország tartományban. Lakosainak száma 943 fő (2023. december 31.).

## Népesség
A település népességének változása:
| Lakosok száma | 997  | 985  | 1003 | 973  | 954  | 943  |
|               | 2016 | 2017 | 2019 | 2021 | 2022 | 2023 |